# Comuna Vesele, Krîvîi Rih
Vesele (în ucraineană Веселе) este o comună în raionul Krîvîi Rih, regiunea Dnipropetrovsk, Ucraina, formată din satele Burlațke, Lviv, Nova Zorea, Novîi Șleah, Novomareanivske și Vesele (reședința).

## Demografie
Componența lingvistică a satului Vesele
     Ucraineană (90,61%)
     Rusă (8,62%)
     Alte limbi (0,24%)
Conform recensământului din 2001, majoritatea populației satului Vesele era vorbitoare de ucraineană (90,61%), existând în minoritate și vorbitori de rusă (8,62%).